# Joanne Pillsbury
Joanne Pillsbury (* 1960) ist eine US-amerikanische Altamerikanistin. Sie ist Spezialistin für Kunst und Archäologie des präkolumbischen Amerikas.

## Wirken
Joanne Pillsbury erwarb den Ph.D. in Kunstgeschichte und Archäologie an der Columbia University. Sie hatte Lehraufträge an der University of Maryland und University of East Anglia. Sie war stellvertretende Dekanin am Center for Advanced Study in the Visual Arts (CASVA) der National Gallery of Art. In Dumbarton Oaks war Pillsbury von 2005 bis 2012 Direktorin für präkolumbische Studien, bevor sie als stellvertretende Direktorin zum Getty Research Institute wechselte. Anschließend wurde sie Kuratorin der Andrall E. Pearson-Sammlung am Metropolitan Museum of Art in New York City.
Pillsbury ist Autorin, Herausgeberin oder Mitherausgeberin zahlreicher Bände und Artikel. Zu ihren Werken gehörte 2008 der dreibändige Guide to Documentary Sources for Andean Studies, 1530–1900, der acht Jahre später in Spanischer Sprache unter dem Titel Fuentes documentales para los estudios andinos veröffentlicht wurde. Ancient Maya Art at Dumbarton Oaks wurde mit dem Alfred H. Barr, Jr. Award ausgezeichnet, Past presented archaeological illustration and the ancient Americas mit dem Association for Latin American Art Book Award. Der Ausstellungskatalog Golden kingdoms. Luxury arts in the ancient Americas erhielt 2018 den Prose Award for Excellence in Art Exhibitions.

## Publikationen (Auswahl)
Autorin
- Sculpted friezes of the Empire of Chimor (Dissertation). Ann Arbor 1993.
- Moche art and archaeology in ancient Peru. Yale University Press, New Haven 2001 & 2005.
- Past presented archaeological illustration and the ancient Americas. Dumbarton Oaks Research Library and Collection, 2012.
- Design for eternity architectural models from the Ancient Americas. Yale University Press, New Haven 2015.
- mit Susan Toby Evans: Palaces of the Ancient New World. Dumbarton Oaks Research Library and Collection, Washington, D.C. 2004.
- mit Kenneth G. Hirt: Merchants, Markets, and Exchange in the Pre-Columbian World. Harvard University Press, Cambridge 2013.

Herausgeberin
- Art and Archeology in Ancient Peru. 2005.
- Guide to Documentary Sources for Andean Studies, 1530–1900. Band I–III. University of Oklahoma Press, Norman 2008.
  - Fuentes documentales para los estudios andinos 1530–1900. Band I–III. Lima, 2016.

Mitherausgeberin
- Golden kingdoms. Luxury arts in the ancient Americas. J. Paul Getty Museum, Los Angeles 2017.

Beiträge
- Werner Rutishauser (Hrsg.): Moche. 1000 Jahre vor den Inka. München 2023. ISBN 978-3-7774-4127-6.

## Belege
1. 1 2 3  metmuseum.academia.edu: Joanne Pillsbury. (englisch, abgerufen am 4. Januar 2024)

| Personendaten    | Personendaten                     |
| ---------------- | --------------------------------- |
| NAME             | Pillsbury, Joanne                 |
| KURZBESCHREIBUNG | US-amerikanische Altamerikanistin |
| GEBURTSDATUM     | 1960                              |